# Кокая Григорій Нестерович
Григорій Нестерович Кокая (1904, село Діді Чконі Кутаїської губернії, тепер Мартвильський муніципалітет, Грузія — ?) — грузинський радянський діяч, 1-й секретар Гудаутського райкому КП(б) Грузії, 1-й секретар Потійського міськкому КП(б) Грузії. Депутат Верховної ради СРСР 2—3-го скликань.

## Життєпис
Народився в селянській родині. Трудову діяльність розпочав у сільському господарстві. З травня 1924 року служив у Червоній армії. Потім працював у колгоспі.
Член ВКП(б) з 1931 року.
У 1933 році закінчив Фінансово-економічний інститут у місті Тифлісі (Тбілісі).
У 1933—1938 роках — на керівній господарській та кооперативній роботі.
З 1938 по 1944 рік — секретар Самтредського районного комітету КП(б) Грузії; 1-й секретар Гудаутського районного комітету КП(б) Грузії.
У 1944 — листопаді 1951 року — 1-й секретар Потійського міського комітету КП(б) Грузії.
У листопаді 1951 — 1952 року — секретар Кутаїського обласного комітету КП(б) Грузії.
Подальша доля невідома.

## Військові звання
- батальйонний комісар
- майор

## Нагороди
- орден Леніна (5.01.1944)
- орден Вітчизняної війни ІІ ст. (24.02.1946)
- орден Трудового Червоного Прапора (24.02.1941)
- два ордени Червоної Зірки (6.03.1943)
- медаль «За оборону Кавказу»
- медаль «За перемогу над Німеччиною у Великій Вітчизняній війні 1941—1945 рр.»
- медаль «За доблесну працю у Великій Вітчизняній війні 1941—1945 рр.»
- Відмінник фізичної культури та спорту (1951)